# Glykogen
Glykogen neboli tzv. „živočišný škrob“ je zásobní polysacharid v těle živočichů. Slouží jako pohotový, ale rychle vyčerpatelný zdroj  glukózy, jejímž odbouráním získává organismus energii.

## Struktura
Glykogen je vysoce větvený polymer tvořený glukózami (glukan), jež jsou navzájem pospojované. Jedna molekula glykogenu se skládá z mnoha molekul glukózy (až 120 000 molekul glukózy), které jsou spojené navzájem α(1,4)–glykosidovými vazbami. Vždy po 8–12 jednotkách se však ještě nachází větvení pomocí vazby α(1,6)–glykosidické. Výsledkem je bohaté větvení molekul glykogenu.
Molekula glykogenu obsahuje 2 000 až 60 000 jednotek glukózy.

## Výskyt
Glykogen je často uložen ve formě granulí v cytoplazmě některých buněk vyšších živočichů, zejména v buňkách jater (lidské jaterní buňky obsahují v sušině 18–20 % glykogenu) a svalů (svalové buňky asi 0,5–1 %), ale též u hub a kvasinek. Jaterní glykogen udržuje stabilní hladinu krevního cukru zvláště při hladovění. Jaterní glykogen je snadno mobilizovatelný, stačí 12 až 20 hodin hladovění, aby obsah klesl prakticky na nulu, ale při příjmu potravy se rychle obnoví původní situace.  Svalový glykogen je užitečný pro práci svalu, ale nepoklesne na nulu ani po dlouhé namáhavé práci, ba ani při smrti hladem. Svalový glykogen je okamžitě využitelný ke svalové práci jako bezprostřední zdroj energie. Jeho zásoba ve svalech je vyčerpána po 30–90 minutách cvičení v závislosti na intenzitě cvičení.
Průměrný člověk má v zásobě cca 250–400 g glykogenu (1/3 v játrech, 2/3 ve svalech). Sportovci mohou dosáhnout zásoby glykogenu až 800 g. Velký vliv na velikosti glykogenových zásob má strava (hlavně strava obsahující sacharidy). 
Jestliže jsou zásoby glykogenu nízké nebo zcela vyčerpané, jsou jako nový zdroj energie použity bílkoviny (proteiny) a lipidy (tuky).

## Metabolismus
Při poklesu koncentrace glukózy v krvi se jaterní glykogen štěpí na glukózu (glukóza-1-fosfát → glukóza-6-fosfát) pomocí procesu glykogenolýzy – vzniklá glukóza je pak uvolňována do krve. Svalový glykogen se štěpí jen pro potřeby daného svalu a vzniklá glukóza se do krve nedostává, ale je metabolizována jako zdroj energie pro svalovou práci. Tělo je samozřejmě schopné naopak glykogen vyrábět (z glukózy), a to v prvním kroku aktivací pomocí UDP-glukóza difosforylázy na UDP-glukózu, načež glykogensyntáza katalyzuje vlastní kondenzaci těchto aktivovaných monomerů na glykogen.
Rychlosti syntézy glykogenu (glykogeneze) a jeho odbourávání (glykogenolýza) jsou řízeny hormony inzulínem, adrenalinem a glukagonem.